# Michael Chase
Michael Chase, vollständig John Michael Chase (* 16. Januar 1959 in San Francisco, Kalifornien) ist ein kanadischer Philosophiehistoriker auf dem Gebiet der antiken Philosophie und wissenschaftlicher Mitarbeiter beim französischen CNRS.
Chase studierte zunächst Philosophie an der kanadischen University of Victoria und erwarb dort 1982 den B.A. Es folgte an derselben Universität 1989 ein M.A. in Classics. Darauf begab sich Chase an die École pratique des hautes études, Section des sciences religieuses, wo er im Jahr 2000 mit einer Dissertation zu den Fragmenten des verlorenen Kommentars des Neuplatonikers Porphyrios zu Aristoteles’ Kategorien in Philosophiegeschichte promoviert wurde. Von 2001 bis 2009 war er wissenschaftlicher Mitarbeiter des CNRS an der Année philologique, seit 2009 ist er wissenschaftlicher Mitarbeiter des Centre Jean Pépin derselben Institution. Zugleich ist er Adjunct professor of Greek and Roman studies an der University of Victoria.
Chase arbeitet zur Philosophie der Spätantike, insbesondere zur Aristotelesrezeption (Ammonios, Porphyrios, Simplikios). Er hat zwei Bände zum Ancient Commentators on Aristotle Project beigetragen und war an einem dritten Band beteiligt. Er ist Mitherausgeber einer Festschrift für Pierre Hadot.

## Schriften (Auswahl)
- Ammonius: Interpretation of Porphyry’s Introduction to Aristotle’s Five Terms. Translated by Michael Chase. Bloomsbury Academic, London 2020.
- (Hrsg. mit Stephen R. L. Clark, Michael McGhee): Philosophy as a Way of Life: Ancient and Moderns. Essays in Honor of Pierre Hadot. Wiley-Blackwell, Chichester 2013.
- Simplicius, On Aristotle Physics 8.1–5. Translated by István Bodnár, Michael Chase and Michael Share. Bristol Classical Press, London 2012.
- Simplicius, On Aristotle’s Categories 1–4. Translated by Michael Chase. Duckworth, London 2003.